# D&b audiotechnik
Die d&b audiotechnik GmbH & Co. KG, Teil der d&b Gruppe, ist ein Hersteller von Beschallungssystemen (PA-Anlagen). Das Unternehmen hat seinen Hauptsitz in Backnang, nordöstlich von Stuttgart. Sie werden in der Veranstaltungstechnik eingesetzt, zum Beispiel auf Konzerten, in Musicals und auf Festivals, in Stadien, Opernhäusern und Clubs, aber auch in Gotteshäusern und auf Kreuzfahrtschiffen.
Das Angebot von d&b audiotechnik erstreckt sich neben der Entwicklung und Herstellung von Beschallungssystemen auch auf die Systemberatung, Planung, Reparatur und technische Unterstützung vor Ort. Niederlassungen befinden sich in Europa (D.A.CH., Spanien, Großbritannien, Italien und Frankreich), Amerika (USA) und Asien (Japan, China, Singapur). Das Unternehmen hat zudem ein umfangreiches Netzwerk von Vertriebs- und Servicepartnern, die sicherstellen, dass die Produkte und Dienstleistungen global verfügbar sind.
Das Unternehmen entwickelt und produziert seine Produkte vorwiegend in Backnang. Insgesamt beschäftigt d&b ca. 700 Mitarbeiter.

## Konzernstruktur
Europa, Mittlerer Osten und Afrika
- d&b audiotechnik D.A.CH.
- d&b audiotechnik Frankreich
- d&b audiotechnik Italien
- d&b audiotechnik Iberia
- d&b audiotechnik Großbritannien

Amerika
- d&b audiotechnik Kanada
- d&b audiotechnik USA – Asheville
- d&b audiotechnik USA – Signal Hill

Asien / Pazifik
- d&b audiotechnik Japan
- d&b audiotechnik Asien / Pazifik
- d&b audiotechnik China – Peking
- d&b audiotechnik China – Guangzhou
- d&b audiotechnik China – Hong Kong

Quelle

## Unternehmensgeschichte
Die d&b audiotechnik GmbH & Co. KG wurde 1981 von Jürgen Daubert und Rolf Belz in Korb bei Stuttgart gegründet. In einer Garage entwickelten sie die ersten Lautsprechersysteme. 1985 brachte das Unternehmen die erste Produktlinie F1/F2/B1 auf den Markt, die mit Herbert Grönemeyer auf Tour ging. 1987 erfolgte die Umwandlung der d&b Personengesellschaft in eine Aktiengesellschaft. Aufgrund von Platzmangel zog das Unternehmen 1989 nach Backnang, das rund 25 km entfernt von Korb liegt.
1997 führte d&b das E-PAC mit integrierter digitalen Signalverarbeitung (DSP) ein. Zwischen 1998 und 2000 eröffnete d&b Büros in mehreren Ländern, darunter Großbritannien, USA, Italien, Skandinavien, Japan, Frankreich und Spanien. 2004 präsentierte das Unternehmen die Cardioid-Subwoofer-Array-Technik (CSA).
Im Jahr 2008 wurden die Räumlichkeiten in Backnang von 900 auf 10.000 Quadratmeter erweitert. 2013 wurde das Umweltmanagementsystem des Unternehmens nach EMAS (Eco Management and Audit Scheme) validiert und mit der ISO 14001 zertifiziert. 2016 übernahm die Private-Equity-Beteiligungsgesellschaft Ardian aus Paris die d&b audiotechnik.
2018 trat das Unternehmen der Initiative WIN-Charta des Landes Baden-Württemberg bei. Diese Initiative verpflichtet Unternehmen, ihre Nachhaltigkeitsleistung kontinuierlich zu steigern.
Zwischen 2020 und 2022 führte d&b das Certified Pre-Owned (CPO)-Programm zur Wiederaufbereitung und Mehrfachverwendung von Produkten ein und legte damit den Grundstein für eine rohstoffschonende und CO2-reduzierende Kreislaufwirtschaft. 2021 wurde die d&b Solutions UK Ltd. gegründet.
2023 erweiterte das Unternehmen seine Produktions- und Logistikflächen auf insgesamt 30.000 m² und trat dem United Nations Global Compact bei, einer Initiative der Vereinten Nationen zur Förderung einer nachhaltigen und verantwortungsvollen Unternehmensführung. Im selben Jahr wurde die d&b Group von der US-amerikanischen Investmentgesellschaft Providence Equity Partners übernommen.

## Produkte und Services
d&b audiotechnik bietet verschiedene Produkte und Services auf dem Audio-Markt an, darunter Lautsprecher, Verstärker, Steuerungssysteme, Software und Zubehör. Die Produktpalette umfasst verschiedene Lautsprechertypen wie Punktquellenlautsprecher, Säulenlautsprecher, Line Arrays und Monitore. Zur Planung und Konfiguration von Beschallungsanlagen wird die Simulationssoftware ArrayCalc angeboten. Zur Fernsteuerung ist die Software R1 verfügbar.

## Nachhaltigkeit
Das Unternehmen orientiert sich am Nachhaltigkeitsprinzipien der Vereinten Nationen. Als Mitglied der Initiative United Nations Global Compact verpflichtet es sich zur Berücksichtigung von Prinzipien in den Bereichen Menschenrechte, Arbeitsnormen, Umwelt und Korruptionsprävention und unterstützt die Ziele für nachhaltige Entwicklung der UN.

### Zertifizierungen
- seit 2013 EMAS / ISO 14001
- seit 2018 WIN-Charta
- seit 2023 BSI Kitemark

### Auszeichnungen
- 2021 Green Guardian Award – Anerkennung für die Arbeit, die geleistet wird, um den CO2-Fußabdruck des Live-Entertainment-Geschäfts zu reduzieren[9]
- 2022 Deutscher Award für Nachhaltigkeitsprojekte mit dem Projekt „Kreislaufwirtschaft professioneller Audiotechnikprodukte“[10]
- 2022 Aufnahme des d&b Certified Pre-Owned Programm (CPO) als Exzellenzbeispiel „100 Betriebe für Ressourceneffizienz“ des Landes Baden-Württemberg[11]
- 2023 Finalist beim Deutschen Nachhaltigkeitspreis 2023 für das d&b certified pre-owned Program (CPO) zur Einführung der Kreislaufwirtschaft für professionelle Produkte[12]
- 2023 Award TOP 5 „Successful-Practice-Unternehmen“ im Rahmen des Konsortial-Benchmarking “Circular Economy” vom Center for Systems Engineering mit dem Center for Circular Economy (CCE) – RWTH Aachen University[13]

## Belege
1. ↑  Unternehmensstruktur. d&b audiotechnik GmbH & Co. KG, 13. März 2024, abgerufen am 13. März 2024.
2. ↑  Über d&b. d&b audiotechnik, abgerufen am 6. April 2016.
3. 1 2 3 4 5 6 7 8 9 10 11  Chronik. d&b audiotechnik, archiviert vom Original am 18. Juli 2015; abgerufen am 20. Juli 2015.
4. ↑  Norbert Parzinger: Private Equity: Ardian schlägt mit Milbank bei D&B Audiotechnik zu. In: juve.de. 3. März 2016, abgerufen am 13. September 2016.
5. ↑  WIN-Charta Unternehmen. Das Ministerium für Umwelt, Klima und Energiewirtschaft Baden-Württemberg, 14. März 2024, abgerufen am 14. März 2024.
6. ↑  d&b solutions UK Ltd is a company registered in England and Wales (Company No. 01031687), 20 Merton Industrial Park, London SW19 3WL. In: dbsolutions.com. d&b audiotechnik GmbH& Co. KG, 14. März 2020, abgerufen am 14. März 2020 (englisch).
7. ↑  Providence kauft d&b Group. Abgerufen am 16. Januar 2024.
8. ↑  ArrayCalc. d&b audiotechnik, archiviert vom Original (nicht mehr online verfügbar); abgerufen am 20. Juli 2015 (deutsch).
9. ↑  d&b erhält den Green Guardian Award als Anerkennung für die Bemühungen zur Verringerung des CO2-Fußabdrucks in der Live-Entertainment-Branche. In: dbaudio.com. d&b audiotechnik GmbH & Co. KG, abgerufen am 5. Oktober 2021.
10. ↑  Deutscher Award für Nachhaltigkeitsprojekte 2022. In: Deutsches Institut für Service-Qualität. DISQ Deutsches Institut für Service-Qualität GmbH & Co. KG, abgerufen am 14. März 2024.
11. ↑  Einführung der Kreislaufwirtschaft in die Veranstaltungstechnik – Aus Alt wird Neu Rücknahme und Aufbereitung von Lautsprechersystemen in ihren ursprünglichen Zustand. In: umwelttechnik-bw.de. umwelttechnik-bw.de, abgerufen am 14. März 2024.
12. ↑  Deutscher Nachhaltigkeitspreis Design 2023 Die Finalisten. In: nachhaltigkeitspreis.de/. Stiftung Deutscher Nachhaltigkeitspreis e. V., abgerufen am 14. März 2024.
13. ↑  center for systems engineering circulareconomy tranformation exchange activity. In: cse.rwth-campus.com. Center for Systems Engineering, abgerufen am 14. März 2024.